# 吉林省人民委员会
吉林省人民委员会是1955年2月至1968年3月间中华人民共和国吉林省的省级国家行政机关。

## 历任领导

### 吉林省一届人大期间
- 任期：1955年2月－1958年7月
- 省长：栗又文
- 副省长：于克、徐元泉、徐寿轩、关俊彦、朱德海、刘慈恺（1956年12月－）、杨战韬（1956年12月－）、王奂如（1956年12月－）

### 吉林省二届人大期间
- 任期：1958年7月－1963年12月
- 省长：栗又文
- 副省长：于克、徐元泉、徐寿轩、朱德海、刘慈恺、杨战韬、王奂如、周光、萧靖（1959年6月－）、崔次丰（1959年6月－）、张文海（1959年6月－）、张士英（1962年7月－）

### 吉林省三届人大期间
- 任期：1963年12月－1968年3月
- 省长：栗又文
- 副省长：于克、张士英、徐寿轩、朱德海、萧靖、王奂如、周光、张文海、杨战韬（1964年9月－）、严子涛（1964年9月－）、张开荆（1965年9月－）